# Emile Claus

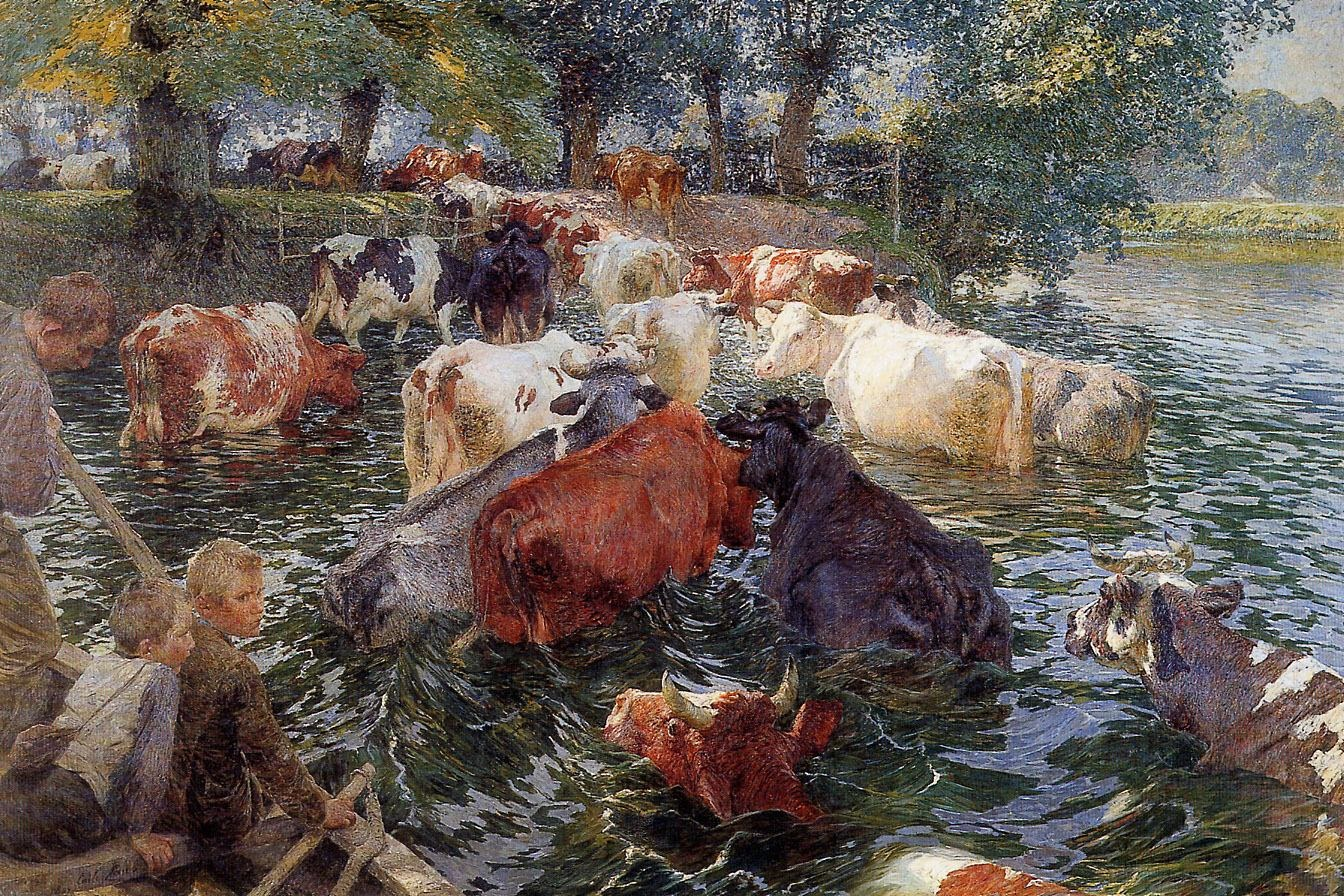
Vacas atravesando el Lys (Vaches traversant la Lys / Passage des vaches), 1899, óleo sobre tela (200x305), Museos Reales de Bellas Artes de Bélgica (Bruselas)

Emile Claus (Vive-Saint-Éloi, Flandes, Bélgica, 27 de septiembre de 1849 - Astene, 14 de junio de 1924) pintor impresionista belga. 
Bajo la influencia de Claude Monet, desarrolló un estilo llamado «Luminismo».
- Datos: Q733002
- Multimedia: Emile Claus / Q733002